# Illa des Freu
L'Illa des Freu (o popularment es Freu) és un illot granític situat davant la punta de Garbí, al terme municipal de Sant Feliu de Guíxols (Baix Empordà). Es troba separada de s'Estufador de Llevant per un angost pas navegable per a petites embarcacions de 3,48 metres d'amplada en el seu punt més estret.